# Mannen i ormskinnsjackan

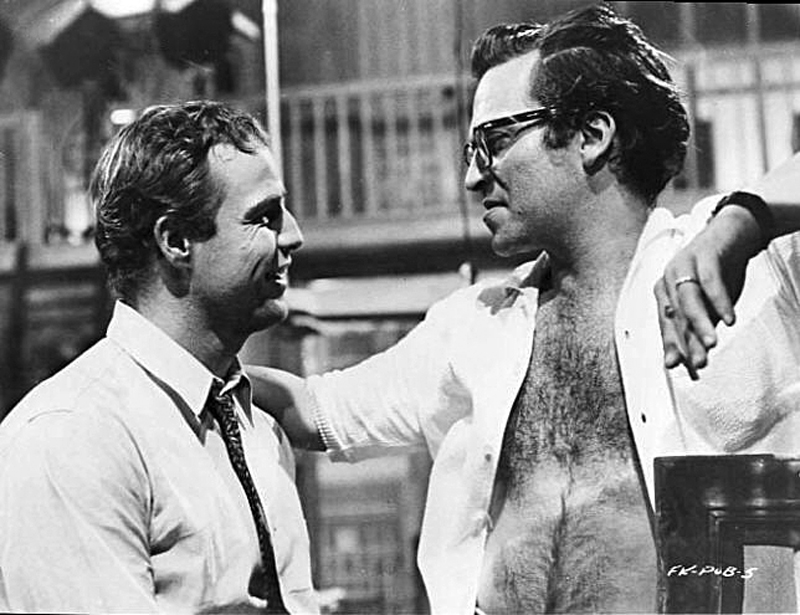
Marlon Brando och Sidney Lumet vid inspelningen av filmen 1959.

Mannen i ormskinnsjackan (originaltitel: The Fugitive Kind) är en amerikansk film från 1960, i regi av Sidney Lumet och med bland andra Marlon Brando, Anna Magnani och Joanne Woodward i rollerna. Manuset är baserat på en pjäs av Tennessee Williams.

## Rollista (urval)
| Marlon Brando     | – Valentine "Snakeskin" Xavier |
| Anna Magnani      | – Lady Torrance                |
| Joanne Woodward   | – Carol Cutrere                |
| Maureen Stapleton | – Vee Talbot                   |
| Victor Jory       | – Jabe M. Torrance             |
| R.G. Armstrong    | – Sheriff Jordan Talbott       |